# 1933年香港
|        | 香港歷史 \| 香港歷史年表                                                                                                   |
| 世紀： | 19世紀香港 \| 20世紀香港 \| 21世紀香港                                                                                     |
| 年代： | 1900年代香港 \| 1910年代香港 \| 1920年代香港 \| 1930年代香港 \| 1940年代香港 \| 1950年代香港 \| 1960年代香港               |
| 年份： | 1929年香港 \| 1930年香港 \| 1931年香港 \| 1932年香港 \| 1933年香港 \| 1934年香港 \| 1935年香港 \| 1936年香港 \| 1937年香港 |
| 紀年： | 癸酉年（鸡年）、香港開埠92周年                                                                                             |

## 大事记
- 本年政府財政收入為3,210萬港元，支出3,112萬[1]。
- 總人口為922,643名[1]。

### 1月
- 1月1日——當局頒佈《簡易程序治罪條例》。

### 2月
- 2月12日——一名女泥工於銅鑼灣道被貨車撞斃。[2]
- 天光報創刊[1]。

### 3月
- 3月3日——恆生銀號（今恒生銀行）在上環永樂街正式開業。
- 3月6日——運車渡海小輪開始行走。

### 4月
- 4月13日——香港九龍汽車（一九三三）有限公司（即現時九龍巴士（1933）有限公司）正式成立。
- 4月30日——薄扶林道一間茅屋被焚，1名女童被燒死。[3]

### 5月
- 芬戴禮（D. J. Finn）神父開始在南丫島作長達兩個月的考古發掘[1]。

### 6月
- 6月2日——筲箕灣金華街47號二樓1老婦被謀財害命。
- 6月10日——港府宣佈本年底收回九龍寨城屋地。
- 6月20日——香港頒布《教育條例》修正案[4]:4427。

### 7月
- 7月1日——香港《公司條例》公布施行[4]:4434。
- 7月12日——一輛中華巴士7號線巴士在薄扶林大道西衝上行人路撞傷3人。[5]
- 7月17日——當局委任鄧尼特為香港廣播台（今香港電台）台長[1]。

### 8月
- 香港大旱，月降雨量僅一寸七分三厘，開49年來新紀錄[4]:4472。
- 香港失業人數劇增，不少人離港返鄉。
- 8月10日——旺角新填地街外賣店發生大火，造成7屍8命13傷[6][7]。
- 8月15日——匯豐銀行購得舊香港大會堂原址，動工興建新行[1]。香港各校優秀選手組成香港東方體育會女子籃球隊赴上海[4]:4464。
- 8月16日——荃灣啤酒廠開幕。

### 9月
- 9月1日——港府逐步實施禁煙計劃。
- 9月11日——一名老婦於油蔴地避風塘內艇被謀殺。[8]
- 9月20日——香港各米行因上日粵方宣布徵抽洋米稅，是日一律停運，香港米行公所主席鄒鵬展電請廣東當局停徵米稅[4]:4481。
- 9月28日——西營盤東邊街茶莊火災奪7命[9]。
- 9月29日——金鐘海軍船塢發生大火，全港滅火隊總動員撲救，無傷亡[10]。

### 10月
- 10月6日——樓高8層的六國飯店（今六國酒店）落成開幕[1]。
- 10月9日——香港航空學校開設於啟德機場，定明春開學，學員不限國籍[4]:4493。
- 10月12日——香港《娛樂場所條例》頒布實行[4]:4495。
- 10月27日——
  - 香港頒布《各種營業牌照條例》[4]:4503。
  - 深水灣一輛貨車跌落山坑，2死3傷。[11]
- 10月28日——一輛貨車於柴灣道失事，兩死兩傷。[12]

### 12月
- 12月1日——上環松秀西街20號3樓發生大火[13]。
- 12月1日——皇后大道中奇有臘味店發生大火[14]

## 出生
- 1月7日——梁舜燕，香港電視史上首位女演員。
- 6月6日——李紹鴻，香港醫生，首任衛生署署長。
- 11月2日——楚原，香港男演員。

## 逝世
- 9月22日－陳炯明，早年參加推翻滿清革命活動，民國北洋時期曾任粵軍總司令及廣東省省長，後因反對孫中山武力統一中國的主張被廣東革命政府(後國民政府)發動兩次東征擊敗，退居香港。